# Anders Lund Madsen
Anders Lund Madsen (født 15. oktober 1963) er uddannet journalist, men er mest kendt for sin medvirken i Zirkus Nemo med Søren Østergaard, De Sorte Spejdere med Anders Breinholt og som vært på Det Nye Talkshow - med Anders Lund Madsen. Sammen med sin bror Peter Lund Madsen har han optrådt med flere shows på Bellevue Teatret og i Bremen.  Sammen har de skrevet teksten til hittet Avenuen (melodi: Kim Larsen), som indgik i et af deres shows fremført af Trine Dyrholm. De har også deltaget i quiz-programmet Hvem vil være millionær?, hvor de to gange har vundet hovedpræmien på 1 million kroner.

## Karriere

### Tidlige år
Han har været fast skribent på flere aviser, heriblandt Ekstra Bladet, hvor han sammen med Povl Høst-Madsen skrev bagsideklummen Madsen & Madsen, ligesom Anders også skrev klumme i ungdomsbladet Chili og i gratisavisen Urban. I 2007-2010 har han hver søndag skrevet for Morgenavisen Jyllands-Posten. Madsen har desuden skrevet artikler og klummer for Euroman, Ekstra Bladet og Berlingske. Han stiftede 1999 Zirkus Nemo sammen med cirkusdirektør og skuespiller Søren Østergaard. Han var med på cirkusturneerne 1999, 2000 og 2003.
Han har medvirket i en lang række radio- og tv-programmer, deriblandt Taxi (1996),Natmadsen (1997; 12 afsnit), Mens vi venter på kometen (2001), Oppe i hovedet, Far, mor og bjørn (2008; 8 afsnit), Dårligt Nyt (2012) og Næste Uges TV (2015) (der blev lukket af DR Jura efter animationer med Inger Støjberg). Han har været reporter for TV 2 ved Sommer-OL 1996 og Sommer-OL 2000. Han har lavet mange alternative interviews med stjerner som Björk, Leonard Cohen, Kronprins Frederik, Dronning Margrethe og Madonna. Han har lavet flere børne-tv-programmer, ofte sammen med Signe Lindkvist. De medvirkede i DRs julestue før og efter tv-julekalenderen i 2005 Bamses Julerejse, hvor bjørnen Bruno første gang så skærmens lys.
Sammen med sin bror, læge og hjerneforsker Peter Lund Madsen, vandt han en million kroner i tv-quizzen Hvem vil være millionær? i 2002. Beløbet blev doneret til Folkekirkens Nødhjælp. I 2013 deltog de igen i programmet denne gang med Hans Pilgaard som vært, hvor de ligeledes vandt en million.
Han var sammen med Anders Breinholt radiovært på det populære radioprogram De Sorte Spejdere på P3 fra 2005 til 2008, der havde over en million lyttere, samt var den mest downloadede podcast i hele perioden.  I De Sorte Spejdere medvirkede Thomas Skov Gaardsvig for første gang, der senere skulle blive kendt i programmet Det Nye Talkshow - med Anders Lund Madsen.

### Underholdningsshow
Sammen med sin bror, Peter Lund Madsen, skrev og medvirkede han i teaterforestillingen Mr. Nice Guy (2004-2005) på Bellevue Teatret, som blev set af mere end 80.000 personer. Til Mr. Nice Guy skrev brødrene Lund Madsen teksten til de tre sange "Stille i verden", "Lille Spejl" og "Avenuen", mens Kim Larsen skrev melodierne. Sangene blev fremført af Trine Dyrholm under showet, og de blev alle udgivet på hendes ep Mr. Nice Guy. I 2006 blev "Stille i verden" og "Lille Spejl" indspillet i en coverversion af Kim Larsen på hans album Gammel hankat, der blev kaldt "pladens to bedste sange" i Dagbladet Information. Sangen "Avenuen" blev et kæmpe hit, og lå #1 på singlehitlisten i adskillige omgange, og tilbragte i alt 135 uger på listen. Til trods for at være certificeret til platin, med et salg på over 16.000 eksemplarer modtog Dyrholm ikke de adskillige platinplader som hun var berettiget til, da pladeselskabet CMC efter eget udsagn ikke holdt øje med det.
Sammen skrev de manuskript og sangtekster til et nyt show med titlen Enden Er Nær, som fik premiere i 2007 og blev set af 85.000 gæster [kilde mangler]. Musikken blev komponeret af Teitur og Bent Fabricius Bjerre. Billie Koppel sang i stykket.   
I 2009 fortsatte de med showet "Gæster fra Rødby – Komik! Musik! Mystik!". Pernille Vallentin medvirkede i showet.  
Anders Lund Madsen var sammen med sin bror ambassadør for Galathea 3-ekspeditionen, som han også var en af idemændene bag.[kilde mangler] Hans stærke kritik af ekspeditionen i december 2006 medførte talrige læserbreve i landets aviser. 
Anders Lund Madsen udgav med Anders Breinholt podcastet Anders & Anders den 3. september 2016. 

### Det Nye Talkshow
Den 18. september 2009 var der premiere på hans direkte talkshow Det Nye Talkshow - med Anders Lund Madsen på DR1. Talkshowet blev sendt sidste gang i november 2011. Anders Lund Madsen og to andre DR-ansatte modtog bøder på 10-12.000 kroner efter, at Signe Molde lavede et indslag i programmet, hvori hun mødte op hos politiet med en taske fyldt med våben, heriblandt en håndøkse, en peberspray og tre knive. Politiet mente dermed at Madsen sammen med Molde og redaktionschefen kunne gøres ansvarlig for indslaget.

### Om døden
I TV-programserierne Helt alene (DR2, 2009), Du skal dø (DR1, 2013) og Jeg vil dø (DR1, 2018) beskæftigede han sig med emnet døden.

### Grønland og Færøerne
Anders Lund Madsen har lavet to tv-programserier om Færøerne og Grønland . Den første var Den yderste by (DR1, 2015), der handler om bygden Ittoqqortoormiit (dansk: Scoresbysund), der ligger på den grønlandske østkyst.
Byen er blandt landets mest isolerede og kan kun nås ved hjælp af helikopter eller båd i en kort sommerperiode. Den anden udsendelse, Den yderste ø (DR1, 2017), handler om øen Fugloy, der ligger på Færøerne.

### Radio og tv
Fra den 3. april 2017 blev Anders Lund Madsen vært på Fedeabes Fyraften på Radio24syv bl.a. med en række programmer om de 40 fedeste indenfor for forskellige emner, bl.a. de 40 "fedeste" katastrofer", De 40 "fedeste" svampe og de 40 "fedeste" ting i universet.
I 2020 medvirkede han som vismanden i gameshowet Fangerne på Fortet.
I 2023 deltog han i sæson 7 af Stormester, hvor han fik en andenplads.

## Hæder
Anders Lund Madsen er ambassadør for Angstforeningen, Epilepsiforeningen og Danmarks Akvarium. 
Lund Madsen er optaget i Kraks Blå Bog.
Sammen med sin bror Peter modtog han i 2008 Rødekro Kulturpris på 25.000 kr for at formidle naturvidenskab.
I 2015 modtog han Landsforeningen SINDs Samfundspris på foreningens landsmøde i Kolding bl.a. for tv-udsendelsen Sindssygehospitalet på DR og for at skabe forståelse for sindslidelser. Ved prisoverrækkelsen blev der udtalt at Både som journalist og som debattør har Anders Lund Madsen flere gange zoomet ind på psykiatri og sindslidelser.
Lund Madsen er ambassadør for DepressionsForeningen, Angstforeningen, Epilepsiforeningen og Danmarks Akvarium.

## Privatliv
Han er bror til den tre år ældre Peter Lund Madsen.
Madsen var gift med Helle van Dijk; med hvem han har tre børn; datter (f. 1989), datter (f. 1996) og en søn (f. 2001). Parret blev skilt i 2008.
Madsen blev forlovet med Karin Prehst Utoft i september 2011. Parret har sammen fem børn; søn (f. 2012), søn (f. 2014), datter (f. 2017), datter (f. 2020), og endnu en datter (f. 2024).
Madsen bor i Kongens Lyngby nord for København.

## Filmografi
Tv
- Et par dage med Magnus (1978, miniserie)
- Casper & Mandrilaftalen (1999)
- Pulekalenderen (2002) - Bengt Burg
- Den 8. himmel (2005) - ond engel
- Til dans, til vands og i luften (2005) - Anders
- Far, mor og bjørn (2008, 8 episoder) - Anders
- Det Nye Talkshow - med Anders Lund Madsen (2008-2010) - vært
- Natholdet (2010-2017, 16 episoder) - medvært
- Tæt på sandheden (2018, 1 episode) - Karl A. Mickelborg

Film
- Du er ikke alene (1978)
- En som Hodder (2003) - Toastmaster
- Solopgang (2005) - Victor
- Far til fire - i stor stil (2006) - Postbud
- Rejsen til Saturn (2008) - Reserve-Jesus
- Far til fire og vikingerne (2020) - Rune